# Diascia elongata
Diascia elongata är en flenörtsväxtart som beskrevs av George Bentham. Diascia elongata ingår i släktet tvillingsporrar, och familjen flenörtsväxter. Inga underarter finns listade i Catalogue of Life.